# Rodrigo, la película
 Rodrigo, la película  es una película de Argentina dirigida por Juan Pablo Laplace sobre el guion de Alejandra Marino según un argumento de Luis Alberto Scalella que se estrenó el 12 de abril de 2001 y que tuvo como actores principales a Agustina Cherri, Guillermo Pfening, Sabrina Carballo y Lucas Crespi. Fue rodada parcialmente en Buenos Aires y Mar del Plata y el título alude al cantante Rodrigo fallecido en un accidente de tránsito el 24 de junio de 2000. Se estrenó poco antes del primer aniversario de su muerte.
El film fue criticado por diferentes motivos entre ellos la explotación su imagen para obtener beneficios economícos a costa de su memoria. Así también por la utilización de las imágenes reales del verdadero accidente que acabó con la vida del cantante.
Las canciones que aparecen en la película, están en una pésima calidad debido a que se extrajeron de diversas presentaciones que había realizado en los últimos años de su vida, que se publicaron en un álbum tiempo después. No se considera como parte de la discografía oficial del artista. La misma contiene un tema tributo "no morirá jamas", realizado por su banda de acompañamiento en los conciertos.
En 2017 se volvió a realizar una película de Rodrigo sobre su vida titulado El Potro, Lo mejor del amor, la cual fue criticado por falsificar varios aspectos de la vida del cantante así como el manejo del guion. No tuvo el éxito esperado.

## Sinopsis
El filme entrelaza una historia de amor ficticia entre una admiradora de Rodrigo con un joven al que le choca su fanatismo con imágenes reales de recitales del cantante cordobés Rodrigo.

## Reparto
Intervinieron en el filme los siguientes intérpretes:
- Agustina Cherri	...	Romina
- Guillermo Pfening	...	Ezequiel
- Sabrina Carballo	...	Anabel
- Lucas Crespi	...	Dante
- Graciela Tenenbaum	...	Vicky
- Rodrigo Bueno	...	Él mismo
- Diego Haras	...	Seguridad
- Luciano Frufaro	...	Diego
- Ernesto Arias	...	Cliente
- Luciano Cáceres	...	Ramiro
- Eduardo Bertoglio	...	Vecino
- Norma Montenegro	...	Vecina
- Enrique Blugerman	...	Profesor
- José Bella	...	Médico
- Mariana Malamud	...	Enfermera
- Beatriz Olave	...	Ella misma
- Tota Santillán	...	Él mismo

## Comentarios
Adolfo C. Martínez en La Nación opinó: 

”…entre el relato melodramático pueril y edulcorado que apunta a la moraleja más ingenua y un Rodrigo que aparece en los recitales con cualquier excusa, el film naufraga en la más absoluta mediocridad.”

Luis Ormaechea en el sitio web otrocampo.com escribió: 

”…todos los medios participaron del reparo de los despojos de su cadáver. La industria cinematográfica no podía perder su tajada en tan siniestro banquete…rodada en video digital para emparejar las escenas documentales con las de ficción. Esto atenta gravemente contra la calidad del film porque el resultado es una imagen de una calidad muy pobre.”

Leonardo M. D’Espósito en El Amante del Cine opinó: 

”La película tiene la misma relación con el cine que un saqueador de tumbas con su botín.”

Manrupe y Portela dijeron:

”…sin ningún atisbo de dignidad. Pensado como éxito de cine de explotación, sus situaciones de ficción se integran a material televisivo de recitales (tratado cinematográficamente).”